# 假过路黄
假过路黄（学名：Lysimachia peduncularis）为报春花科珍珠菜属的植物。分布于缅甸、中南半岛各了、泰国以及中国大陆的云南等地，多生长在石灰岩山地疏林下和路边，目前尚未由人工引种栽培。